# 운정고등학교
운정고등학교(雲井高等學校)는 대한민국 경기도 파주시 목동동에 있는 공립 고등학교이다.

## 학교 연혁
- 2012년 1월 2일 : 운정고등학교 설립 인가(보통과 36학급)
- 2012년 3월 1일 : 초대 우제정 교장 취임
- 2012년 3월 1일 : 운정고등학교 개교
- 2012년 3월 2일 : 제1회 입학식(315명) 일반학급 11학급 편성
- 2013년 3월 1일 : 교육부 지정 자율형공립고 운영(~ 2018. 2. 28.)
- 2016년 3월 2일 : 교육부 지정 문화예술 거점학교 운영
- 2018년 3월 1일 : 교육부 재지정 자율형공립고 운영(~ 2023. 2. 28.)
- 2018년 10월 24일 : 학교 교육 협동조합 ‘정다운정’ 개소
- 2021년 3월 1일 : 제3대 피영로 교장 취임
- 2021년 3월 2일 : 자율형공립고 및 고교학점제 선도학교, 유네스코학교
- 2022년 2월 10일 : 제8회 졸업식(372명, 누적 2,698명)
- 2022년 3월 2일 : 제11회 입학식(399명) 일반학급 36학급 편성
- 2022년 3월 2일 : 자율형공립고 및 교과특성화학교 및 인공지능(AI)교육 선도학교

## 참고 자료
- 운정고등학교 - 한국교육학술정보원 학교알리미